# Кіцаєвка
Кіца́євка (рос. Кицаевка, ерз. Кицаевка) — селище у складі Темниковського району Мордовії, Росія. Входить до складу Бабеєвського сільського поселення.
Населення — 9 осіб (2010; 23 у 2002).
Національний склад (станом на 2002 рік):
- мокшани — 91 %